# Sam Simon
Samuel Michael "Sam" Simon (6. juni 1955 – 8. marts 2015) var en amerikansk tv-instruktør, Tv-producer, manuskriptforfatter, boksemanager og filantropist. Mens han gik på Stanford University arbejdede Simon som avistegner, og efter at have dimitteret blev han en storyboardkunstner hos Filmation Studios. Han indsendte et manuskript til sitcommen Taxi, der blev produceret, og blev senere seriens showrunner. Over de næste år skrev og producerede Simon til Sams Bar, It's Garry Shandling's Show og andre programmer, ligesom han skrev filmen The Super fra 1991.
I 1989 udviklede han den animerede sitcom The Simpsons med Matt Groening og James L. Brooks. Simon sammensatte seriens første forfatterhold, var med til at skrive otte afsnit, og er blevet krediteret med at "udvikle [seriens] følsomhed". Simons forhold til Groening var anstrengt og han forlod serien i 1993, hvor han fik forhandlet en aftrædelsesordning der gav han millioner af dollar fra seriens indtjening hvert år. De følgende år var han med til at skabe The George Carlin Show, inden han senere arbejdede som instruktør på serier som The Drew Carey Show. Simon vandt ni Primetime Emmy Awards for sit arbejde i tv.